# Sebastián Rodríguez Veloso
Sebastián Rodríguez Veloso (nascido em 27 de fevereiro de 1957) é um nadador espanhol que disputa as provas da classe S5. É campeão mundial, europeu e paralímpico.

## Paralimpíada
Participou, representando a Espanha, de quatro edições dos Jogos Paralímpicos — Sydney 2000, Atenas 2004, Pequim 2008 e Londres 2012 — tendo conquistado quinze medalhas, das quais oito de ouro, três de prata e quatro de bronze.

## Vida pessoal
Natural de Cádis, atualmente reside em Pazos de Borbén.